# Celosia coccinea
Celosia coccinea är en amarantväxtart som beskrevs av Carl von Linné. Celosia coccinea ingår i släktet celosior, och familjen amarantväxter. Inga underarter finns listade i Catalogue of Life.